# 金杉憲治
金杉 憲治（かなすぎ けんじ、1959年9月11日 - ）は、日本の外交官。内閣総理大臣秘書官、外務省経済局長、外務省アジア大洋州局長、外務審議官（経済担当）等を歴任し、駐中華人民共和国日本大使。

## 経歴・人物
東京都豊島区出身。東京都立竹早高等学校を経て、1983年一橋大学法学部卒業、外務省入省。大学では一橋祭運営委員会で西川りゅうじん（のちにマーケテイングコンサルタント）らと、他大学の学生たちと高尾山に行くハイキングの企画・運営を行うなどした。
1998年総合外交政策局総務課首席事務官。1999年総合外交政策局総務課企画官。2001年大臣官房総務課企画官兼大臣官房（事務次官室）。2002年総合外交政策局総務課企画官。同年北米局北米第二課長。2003年外務大臣秘書官事務取扱。2004年北米局北米第二課長。2005年在アメリカ合衆国日本国大使館参事官。2007年大臣官房付。同年大臣官房人事課長。
2009年からは外務省大臣官房総務課長兼大臣官房外務省改革推進本部事務局長として東日本大震災への各国の緊急支援に対応するなどした。2011年大臣官房参事官兼アジア大洋州局、アジア大洋州局南部アジア部。同年内閣総理大臣秘書官。2012年大臣官房付。
2013年から再び大臣官房参事官兼アジア大洋州局、アジア大洋州局南部アジア部を務めたのち、同審議官を経て、2014年在大韓民国日本国大使館公使（総括担当）。兼社団法人如水会ソウル支部長。2015年には「竹島の日」記念式典に松本洋平内閣府大臣政務官が出席したことを受け韓国外交部に呼び出され抗議を受けた。
2015年外務省経済局長。2016年外務省アジア大洋州局長として北朝鮮によるミサイル発射実験などに対応し、六者会合首席代表も務めた。また、2018年米朝首脳会談や2019年2月米朝首脳会談では、現地で情報収集等にあたった。
2019年9月より2020年7月まで外務審議官（経済担当）。在任中の2020年7月3日にNTTグループの関連会社が運営するレストランで、金杉がNTTデータの岩本敏男前社長から高額な接待を受けていたことを2021年3月3日に週刊文春が報じた。当時総務審議官だった谷脇康彦も同席しており、計4人の飲食代の合計は約19万3千円だった。NTTは総務大臣から事業計画などの認可を受けて経営されており、総務省幹部がNTT側から供応接待を受けることは、国家公務員倫理法に抵触する疑いがあるが、外務審議官の場合、利害関係者にはあたらないとの説明が、外務大臣から2021年3月5日の参議院予算委員会でなされた。
2020年7月大臣官房付。同年11月、第2次安倍内閣から引き継ぎ菅義偉内閣でも日米両国の外交方針とされた自由で開かれたインド太平洋戦略のもと、外務審議官経験者としては30年ぶりとなる駐インドネシア特命全権大使に就任。同年には北朝鮮担当特別代表時代にカウンターパートを務めたソン・キムが駐インドネシアアメリカ合衆国特命全権大使として着任し、越川和彦駐フィリピン特命全権大使なども着任した。2023年10月24日には非チャイナ・スクールからは7年ぶりとなる駐中華人民共和国特命全権大使に任命された。

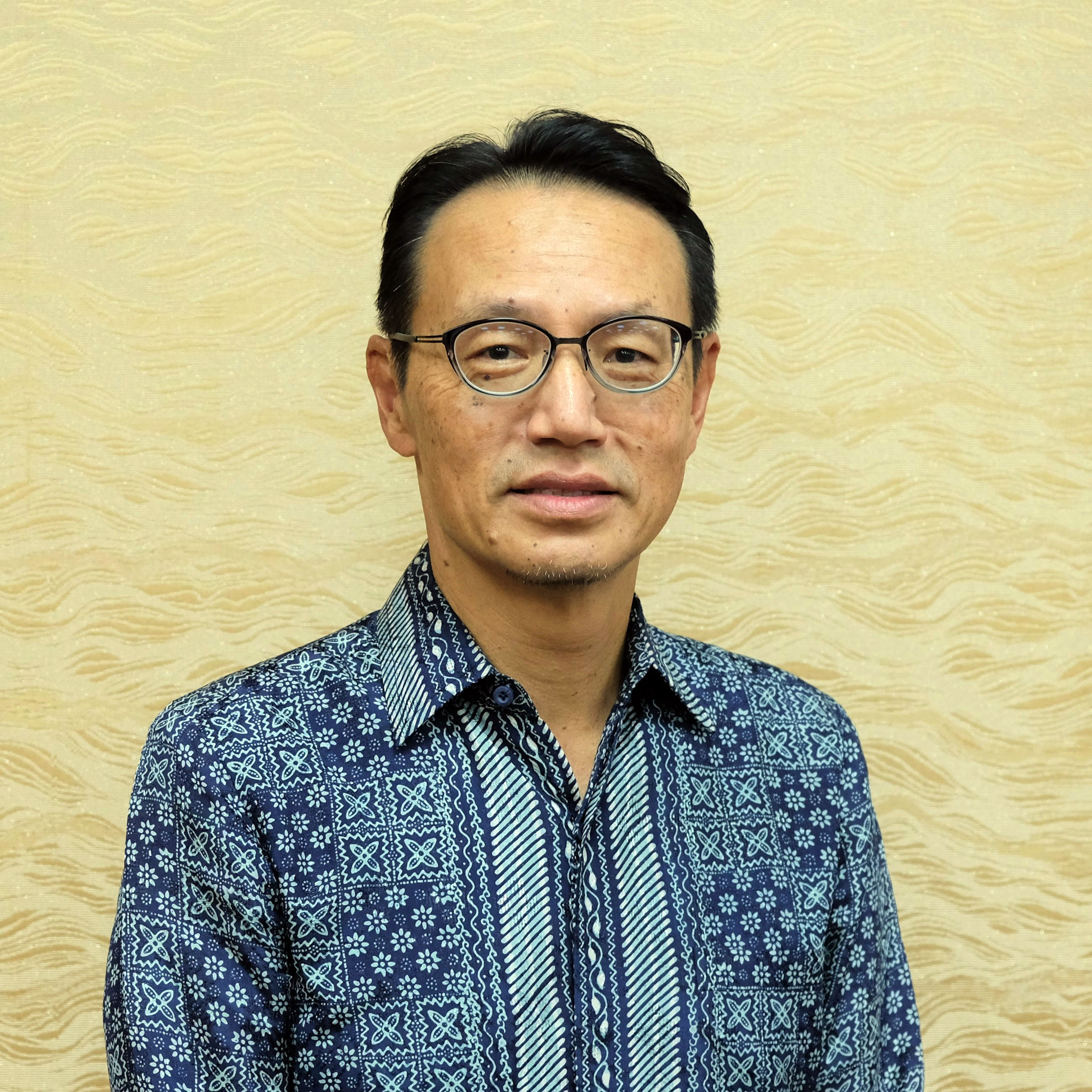
在インドネシア日本国大使館より公表された肖像

## 同期
- 相川一俊（23年EU大使・20年イラン大使）
- 相星孝一（21年韓国大使・18年イスラエル大使・14年ASEAN大使）
- 尾池厚之（23年ジュネーブ代表部大使・20年ユネスコ大使）
- 小笠原一郎（19年軍縮会議大使・16年マダガスカル大使）
- 奥山爾朗（22年ヨルダン大使）
- 片山和之（23年日本台湾交流協会台北事務所長・20年ペルー大使）
- 杵渕正巳（22年ボスニアヘルツェゴビナ大使・20年東ティモール大使）
- 木村元（20年モザンビーク大使）
- 新美潤（22年OECD大使）
- 丸山則夫（22年アイルランド大使）
- 水内龍太（22年オーストリア大使・20年ザンビア大使）
- 水鳥真美（18年国連事務総長特別代表）
- 道上尚史（23年ブルガリア大使・21年ミクロネシア連邦大使）
- 南博（22年オランダ大使）
- 宮原信孝（18年笹川平和財団研究員）
- 村林弘文（21年在ヒューストン日本国総領事）
- 森健良（21年外務事務次官）
- 山﨑和之（23年国連大使）
- 山田滝雄（20年ベトナム大使・17年ユネスコ大使・10年ASEAN大使）
- 山本広行（23年ベラルーシ大使・20年トルクメニスタン大使）
- 和田充広（21年パキスタン大使）